# Кёльн (футбольный клуб)
«Кёльн» (нем. 1. Fußball-Club Köln 01/07 e. V.) — немецкий профессиональный футбольный клуб из одноимённого города, земля Северный Рейн-Вестфалия. Основан 13 февраля 1948 года после слияния клубов Kölner Ballspiel-Club 1901 и SpVgg Sülz 07. Домашние матчи проводит на стадионе «Рейн Энерги», вмещающем 50 374 зрителя. В сезоне 2018/19 победил в турнире Второй Бундеслиги и вернулся в высший дивизион немецкого футбола — Бундеслигу. Сезон 2024/25 вновь проводит во Второй Бундеслиге. Как и многие другие профессиональные немецкие футбольные клубы, «Кёльн» — часть большого спортивного клуба, объединяющего в себе команды по различным видам спорта.

## История

### От создания до 1963 года
В 30—40-х годах XX в. в городе Кёльн базировались несколько футбольных команд примерно равной силы: VfL Köln 1899, VfR Köln 04, SV Mülheim, SpVgg Sülz 07 и Kölner BC 01. Однако все эти союзы были коллективами районного уровня, успешно выступавшими в своём городе и прилежащих деревеньках. Ни одна команда не могла себя серьёзно показать в рамках чемпионата Рейнланда, тем более — в первенстве Германии. С 1934 по 1944 годы VfR Köln смог-таки попасть в высшую лигу, однако конкуренция со стороны команд из Трира, Ахена и Дюрена оказывалась непреодолимой.
Решением жителей города, осознавших необходимость иметь сильную футбольную команду и сумевших повлиять на владельцев союзов, создан один клуб, вобравший всех лучших футболистов Кёльна. Именно так 13 февраля 1948 года была создана футбольная команда 1.FC Köln, базой для которой послужили союзы Kölner BC и Sülz 07.
Главной движущей силой слияния команд стали Франц Кремер и Франц Больг, которые взялись за построение конкурентоспособной команды на национальной арене. Под свои знамёна они сразу пытались призвать сильных игроков, говоря сакраментальную фразу: «Не желаете ли вы стать чемпионами Германии вместе с нами?».
Франц Кремер стал первым президентом новой команды и оставался им вплоть до своей смерти в 1967 году. Он оказался очень умелым руководителем и организатором. За несколько сезонов Кремер серьёзно улучшил инфраструктуру команды, перевёл её на профессиональный уровень. Уже в 1949 году клуб смог подняться в Западный дивизион Высшей лиги Германии.
В 1957 году, на вечеринке футбольной команды по окончании сезона, совпавшей с карнавальными празднествами, один из гостей преподнёс боссу клуба живого козла. Назвали его в шутку в честь главного тренера Хеннеса Вайсвайлера. Козёл так полюбился самому наставнику и всем футболистам, что со временем превратился в талисман клуба, стал изображаться на логотипе команды, а затем и на всей фанатской продукции. В результате за командой закрепилось прозвище «козлы». На 2008 год на поле футбольной арены в Кёльне выходит уже «Хеннес Седьмой».
В 50-х и начале 60-х годов футболисты с берегов Рейна в целом 5 раз становились лучшими в Западной Германии. Это было успехом для клуба, которого совсем недавно не существовало. Успехи на Западе позволяли команде регулярно выступать в финальных матчах за чемпионство, но главный трофей страны покорился «Кёльну» лишь в 1962 году, когда в финале со счётом 4:0 был разбит «Нюрнберг».

### С 1963 года по сегодняшние дни
В 1963 году была основана футбольная Бундеслига. Энтузиазм Кремера и его команды позволил «Кёльну» стать её первым в истории триумфатором, опередив франкфуртский «Айнтрахт» на целых 6 очков. В финальной игре сезона клуб на домашней арене отпраздновал викторию над «Штутгартом» благодаря мячам Ханса Шеферта и Хайнца Хорнига. Тренером чемпионов был Георг Кнёпфле.
В начале 60-х команда была базовым клубом национальной сборной страны. В тренерском штабе «Кёльна» работал великолепный тренер вратарей Рольф Херингс. Это обстоятельство позволило считать вратарскую школу на берегах Рейна лучшей в стране (её выпускниками стали в разное время Харальд Шумахер и Бодо Илльгнер. Многие представители других больших команд страны посещали тренировочный лагерь «козлов» и пытались понять, за счёт чего же достигаются такие успехи. В 1967 ушёл из жизни Франц Кремер, а спустя год клуб в его память впервые завоевал Кубок Германии.
В 70-х годах в лидеры немецкого футбола вышли «Бавария» и «Боруссия» из Мёнхенгладбаха. «Кёльн» же немного сдал свои позиции, но находился среди лидеров чемпионата и регулярно играл в еврокубках. В 1976 году клуб вновь возглавил их легендарный тренер Хеннес Вайсваллер, и уже спустя год психология победителей вновь вернулась к «козлам» вместе с завоеванием Кубка страны.
В 1978 году команда в третий (и — на 2014 год — в последний) раз становится чемпионом Германии. За несколько недель до этого успеха была ещё и победа в Кубке над «Фортуной» из Дюссельдорфа, таким образом, клуб сделал золотой дубль. Затем состоялись легендарные матчи полуфинала Кубка чемпионов против «Ноттингем Форест». Выездная ничья в Англии со счётом 3:3 была прекрасной основой для первого в истории клуба финала такого престижного турнира. Но домашнее поражение 0:1 так и не позволило осуществиться мечте немецких болельщиков.
После сезона 1977/78 сразу несколько именитых игроков закончили профессиональную карьеру. Однако им на смену пришли Пьер Литтбарски и Бернд Шустер (выпускники футбольной школы «Кёльна»). Но сезон 1978/79 стал разочаровывающим. «Кёльн» окончил его на 6-м месте во многом из-за большого количества травм, которые сразили ключевых футболистов. После этого чемпионата Хеннес Вайсваллер уезжает работать тренером в «Космос» из Нью-Йорка, а его преемником на посту становится Ринус Михелс.
В 1980 году «Кёльн» уступает в финале Кубка «Фортуне» из Дюссельдорфа и без трофеев заканчивает очередной сезон. Годом позже команда и вовсе становится 8-й в чемпионате, но параллельно добирается до полуфинала Кубка УЕФА, в котором вновь терпит неудачу — на сей раз на пути «козлов» встаёт «Ипсвич Таун».
В 1983 году точный удар Пьера Литтбарски вновь приносит клубу Кубок Германии. Тогда никто не знал, что это будет последний успех в этом турнире команды с берега Рейна — в 1985 из-за конфликта с президентом союза Петером Ваяндом команду покидает её лучший футболист Пьер Литтбарски.
В 1986 году команда добирается до финала Кубка УЕФА, где терпит унизительное поражение от мадридского «Реала» 1:5, 2:0. Спустя ещё год новый скандал поразил клуб — за книгу «Свисток» из команды отчисляется голкипер Харальд Шумахер.
В конце 1980-х новым главным тренером был назначен Кристоф Даум. Команда стала показывать неплохой футбол и пару раз становилась вице-чемпионом. Однако в начале 90-х годов Кристофа Даума совершенно неожиданно уволили. Спустя несколько лет тогдашний президент Дитмар Арцингер-Болтен признаётся, что произошло это из-за наркотиков, которыми стал увлекаться специалист. Кроме того, тем же летом за рекордные 14 млн команду покинул блистательный Томас Хесслер, отправившись выступать за итальянский «Ювентус». В 1992 году «Кёльн» в последний раз квалифицируется в Кубок УЕФА.
С середины 1990-х команда прочно обосновывается во второй половине турнирной таблицы. Отчасти это можно объяснить неудачным вложением финансовых средств — многие купленные игроки не оправдали заплаченных за них денег. В 1997 новым президентом «Кёльна» становится бывший топ-менеджер немецкого филиала компании Ford Альберт Касперс. Он начал с укрепления финансов, пригласил опытных менеджеров и талантливых экономистов. Стартует масштабная реконструкция стадиона «Мюргенсдорфер». Кроме того, Касперсу удаётся добиться материальной поддержки от города, который теперь больше заинтересован иметь у себя сильную футбольную команду, чем это было лет десять назад.
Тем не менее спортивные цели реализовать не удалось, и в сезоне 1997/98 «Кёльн» впервые в своей истории покидает главную немецкую футбольную лигу. Однако годом позже при тренере Бернде Шустере клубу удаётся возвращение в элитную лигу.
В 2002 команда вновь опустилась во Вторую Бундеслигу. С тех пор практически каждый сезон команда то поднималась, то опускалась в классе. На «Рейн-Энерги Арене» успели поработать такие специалисты, как Фридхельм Функель и Марсель Коллер. Как раз с именем последнего и связано появление в основном составе двух перспективных игроков второй команды Лукаша Синкевича и Лукаша Подольски.
Ко всем игровым проблемам в 2004 году добавляется новый скандал в руководстве. Президенты, менеджеры и тренеры стали требовать отставки друг друга, обвиняя друг друга во всех неудачах клуба. В результате в июне 2004 новым президентом стал Вольфганг Оверат. Он сразу уволил Марселя Коллера, а новым тренером назначил голландца Хуба Стевенса. В сезоне 2005/06 «козлы» вновь играли в Первой Бундеслиге. Прошло лишь несколько месяцев, как Стевенс по семейным причинам был вынужден покинуть команду. Его место занял Уве Рапольдер, но и он не смог доработать даже до Нового года. И все же тренерская чехарда не уберегла команду от очередного понижения в классе.
27 ноября 2006 в «Кёльн» вернулся Кристоф Даум. Однако уже через полгода он чуть не был отправлен в отставку из-за ужасного поражения 0:5 от «Рот-Вайсса» из Эссена. И всё же ситуацию удалось стабилизировать, и сезон 2007/08 принёс «Кёльну» очередное повышение в классе. По окончании сезона 2009 Даум довольно неожиданно принял приглашение турецкого «Фенербахче», и клубу в пожарном порядке пришлось искать нового тренера. Выбор пал на бывшего капитана «Штутгарта» Звонимира Сольдо. Затем Франк Шефер был назначен исполняющим обязанности главного тренера клуба, после увольнения Звонимира Сольдо.
Столе Сольбаккен стал новым тренером команды, которой даже пришлось заплатить денежную компенсацию федерации футбола Норвегии, которая раньше договорилась со специалистом о сотрудничестве. Однако за четыре тура до конца первенства немецкой бундеслиги 2011/12 он был отправлен в отставку, командой снова стал руководить Франк Шефер. Затем в клубе произошла смена президента, а 5 мая 2012 года «Кёльн» проиграл на своём поле «Баварии» со счётом 1:4 и вылетел из Бундеслиги во Вторую Бундеслигу. В связи с этим, клуб был вынужден расстаться с Лукашем Подольски (перешёл в «Арсенал»), капитаном Педро Жеромелем (арендован испанской «Мальоркой»), вратарём Михаэлем Рензингом и рядом других игроков. Так же сменился главный тренер — им стал Хольгер Станиславски. А в связи со сложным финансовым положением, болельщики команды протянули руку помощи любимому футбольному клубу и выкупили облигации с 5-% ставкой годовых общей стоимостью € 10 млн. Впервые подобная практика была применена в 2005 году, а летом 2011 года облигации были выкуплены клубом. Команда не смогла быстро вернуться в Бундеслигу и не прошла дальше 1/8 финала Кубка Германии, и у руля «козлов» летом 2013 года встал австриец Петер Штёгер. По итогам сезона 2013/14 «Кёльн» вернулся в Бундеслигу после двухлетнего отсутствия.
После успешного сезона 2016/17, когда команда заняла итоговое 5-е место и попала в Лигу Европы, то есть в еврокубок, случился откровенный провал. Команда поставила антирекорд лиги, набрав за первую половину чемпионата всего 3 очка, чего никогда не случалось в истории проведения чемпионата Германии (с момента объединения Германии то есть с 1991 года). Главный тренер команды, австриец Петер Штёген, стоявший у руля клуба почти 5 лет, в итоге его покинул, перебравшись в Дортмунд, возглавив местную «Боруссию». Несмотря на такие результаты, клуб вышел в 1/8 Кубка Германии, обыграв ФК «Герта» со счётом 3:1. При этом игрок команды россиянин Константин Рауш вызывался в свою сборную, невзирая на результат в чемпионате.
Главный тренер команды Ахим Байерлорцер был уволен 9 ноября 2019 года после того, как «Кёльн» занимал 17-е место в сезоне после 11 первых матчей. Вместо него 18 ноября 2019 года команду возглавил бывший тренер «Гамбурга» Маркус Гисдоль. По результатам сезона 2019/20 команда заняла 14-е место в турнирной таблице.

## Статистика выступлений с 1963 года
| Сезон   | Дивизион   | Место   | Кубок      |
| ------- | ---------- | ------- | ---------- |
| 1963/64 | Бундеслига | Чемпион |            |
| 1964/65 | Бундеслига | 2-е     |            |
| 1965/66 | Бундеслига | 5-е     |            |
| 1966/67 | Бундеслига | 7-е     |            |
| 1967/68 | Бундеслига | 4-е     | Победитель |
| 1968/69 | Бундеслига | 13-е    |            |
| 1969/70 | Бундеслига | 4-е     | Финал      |
| 1970/71 | Бундеслига | 11-е    | Финал      |
| 1971/72 | Бундеслига | 4-е     |            |
| 1972/73 | Бундеслига | 2-е     | Финал      |
| 1973/74 | Бундеслига | 5-е     |            |
| 1974/75 | Бундеслига | 5-е     |            |
| 1975/76 | Бундеслига | 4-е     |            |
| 1976/77 | Бундеслига | 5-е     | Победитель |
| 1977/78 | Бундеслига | Чемпион | Победитель |
| 1978/79 | Бундеслига | 6-е     |            |
| 1979/80 | Бундеслига | 5-е     | Финал      |
| 1980/81 | Бундеслига | 8-е     |            |
| 1981/82 | Бундеслига | 2-е     |            |
| 1982/83 | Бундеслига | 5-е     | Победитель |
| 1983/84 | Бундеслига | 6-е     |            |

| Сезон   | Дивизион          | Место | Кубок |
| ------- | ----------------- | ----- | ----- |
| 1984/85 | Бундеслига        | 3-е   |       |
| 1985/86 | Бундеслига        | 13-е  |       |
| 1986/87 | Бундеслига        | 10-е  |       |
| 1987/88 | Бундеслига        | 3-е   |       |
| 1988/89 | Бундеслига        | 2-е   |       |
| 1989/90 | Бундеслига        | 2-е   |       |
| 1990/91 | Бундеслига        | 7-е   | Финал |
| 1991/92 | Бундеслига        | 4-е   |       |
| 1992/93 | Бундеслига        | 12-е  |       |
| 1993/94 | Бундеслига        | 11-е  |       |
| 1994/95 | Бундеслига        | 10-е  |       |
| 1995/96 | Бундеслига        | 12-е  |       |
| 1996/97 | Бундеслига        | 10-е  |       |
| 1997/98 | Бундеслига        | 17-е  |       |
| 1998/99 | Вторая Бундеслига | 10-е  |       |
| 1999/00 | Вторая Бундеслига | 1-е   |       |
| 2000/01 | Бундеслига        | 10-е  |       |
| 2001/02 | Бундеслига        | 17-е  |       |
| 2002/03 | Вторая Бундеслига | 2-е   |       |
| 2003/04 | Бундеслига        | 18-е  |       |
| 2004/05 | Вторая Бундеслига | 1-е   |       |

| Сезон   | Дивизион          | Место | Кубок |
| ------- | ----------------- | ----- | ----- |
| 2005/06 | Бундеслига        | 17-е  |       |
| 2006/07 | Вторая Бундеслига | 9-е   |       |
| 2007/08 | Вторая Бундеслига | 3-е   |       |
| 2008/09 | Бундеслига        | 12-е  |       |
| 2009/10 | Бундеслига        | 13-е  |       |
| 2010/11 | Бундеслига        | 10-е  |       |
| 2011/12 | Бундеслига        | 17-е  |       |
| 2012/13 | Вторая Бундеслига | 5-е   |       |
| 2013/14 | Вторая Бундеслига | 1-е   |       |
| 2014/15 | Бундеслига        | 12-е  |       |
| 2015/16 | Бундеслига        | 9-е   |       |
| 2016/17 | Бундеслига        | 5-е   |       |
| 2017/18 | Бундеслига        | 18-е  |       |
| 2018/19 | Вторая Бундеслига | 1-е   |       |
| 2019/20 | Бундеслига        | 14-е  |       |
| 2020/21 | Бундеслига        | 16-е  |       |
| 2021/22 | Бундеслига        | 7-е   |       |
| 2022/23 | Бундеслига        | 11-е  |       |
| 2023/24 | Бундеслига        | 17-е  |       |
| 2024/25 | Вторая Бундеслига | 1-е   |       |

## Достижения

### Национальные
- Чемпионат Германии
  - Чемпион (3): 1961/62, 1963/64, 1977/78
  - Вице-чемпион (7): 1959/60, 1962/63, 1964/65, 1972/73, 1981/82, 1988/89, 1989/90
- Кубок Германии
  - Обладатель (4): 1968, 1977, 1978, 1983
  - Финалист (6): 1954, 1970, 1971, 1973, 1980, 1991
- Вторая Бундеслига
  - Победитель (5, рекорд): 1999/00, 2004/05, 2013/14, 2018/19, 2024/25

### Международные
- Кубок УЕФА
  - Финалист: 1985/86
- Кубок Жоана Гампера
  - Обладатель (2): 1978, 1981
- Кубок Часов
  - Обладатель: 1991

## Основной состав
| 1  | Флаг Германии             | Вр  | Марвин Швебе                            | 1995 |  |  |  |  |  |
| 20 | Флаг Германии             | Вр  | Рон-Роберт Цилер                        | 1989 |  |  |  |  |  |
| 44 | Флаг Германии             | Вр  | Маттиас Кёббинг                         | 1997 |  |  |  |  |  |
|    |                           |     |                                         |      |  |  |  |  |  |
| 2  | Флаг Швейцарии            | Защ | Йоэль Шмид                              | 1998 |  |  |  |  |  |
| 3  | Флаг Германии             | Защ | Доминик Хайнц                           | 1993 |  |  |  |  |  |
| 4  | Флаг Германии             | Защ | Тимо Хюберс (капитан)                   | 1996 |  |  |  |  |  |
| 15 | Флаг Германии             | Защ | Лука Килиан                             | 1999 |  |  |  |  |  |
| 17 | Флаг Республики Косово    | Защ | Леарт Пакярада                          | 1994 |  |  |  |  |  |
| 24 | Флаг Германии             | Защ | Юлиан Паули                             | 2005 |  |  |  |  |  |
| 25 | Флаг Боснии и Герцеговины | Защ | Юсуф Газибегович                        | 2000 |  |  |  |  |  |
| 28 | Флаг Норвегии             | Защ | Себастьян Себулонсен                    | 2000 |  |  |  |  |  |
| 32 | Флаг США                  | Защ | Кристоффер Лунн (в аренде из «Палермо») | 2002 |  |  |  |  |  |
| 33 | Флаг Нидерландов          | Защ | Рав ван ден Берг                        | 2004 |  |  |  |  |  |
| 39 | Флаг Турции               | Защ | Дженк Озкаджар (в аренде из «Валенсии») | 2000 |  |  |  |  |  |
| 49 | Флаг Германии             | Защ | Нео Телле                               | 2005 |  |  |  |  |  |
|    |                           |     |                                         |      |  |  |  |  |  |
| 5  | Флаг Германии             | ПЗ  | Том Краус (в аренде из «Майнца 05»)     | 2001 |  |  |  |  |  |
| 6  | Флаг Германии             | ПЗ  | Эрик Мартель                            | 2002 |  |  |  |  |  |

| 8  | Флаг Боснии и Герцеговины | ПЗ  | Денис Хусейнбашич                           | 2001 |  |  |  |  |  |
| 11 | Флаг Австрии              | ПЗ  | Флориан Кайнц                               | 1992 |  |  |  |  |  |
| 13 | Флаг Германии             | ПЗ  | Саид Эль-Мала                               | 2006 |  |  |  |  |  |
| 16 | Флаг Польши               | ПЗ  | Якуб Каминьский (в аренде из «Вольфсбурга») | 2002 |  |  |  |  |  |
| 18 | Флаг Исландии             | ПЗ  | Исак-Бергманн Йоуханнессон                  | 2003 |  |  |  |  |  |
| 22 | Флаг Дании                | ПЗ  | Якоб Кристенсен                             | 2001 |  |  |  |  |  |
| 29 | Флаг Германии             | ПЗ  | Ян Тильман                                  | 2002 |  |  |  |  |  |
| 34 | Флаг Германии             | ПЗ  | Файсал Аршауи                               | 2006 |  |  |  |  |  |
| 37 | Флаг Германии             | ПЗ  | Линтон Майна                                | 1999 |  |  |  |  |  |
| 46 | Флаг Черногории           | ПЗ  | Эмин Куйович                                | 2004 |  |  |  |  |  |
|    |                           |     |                                             |      |  |  |  |  |  |
| 7  | Флаг Германии             | Нап | Лука Вальдшмидт                             | 1996 |  |  |  |  |  |
| 9  | Флаг Германии             | Нап | Рагнар Ахе                                  | 1998 |  |  |  |  |  |
| 19 | Флаг Германии             | Нап | Малек Эль-Мала                              | 2005 |  |  |  |  |  |
| 23 | Флаг Армении              | Нап | Саркис Адамян                               | 1993 |  |  |  |  |  |
| 27 | Флаг Боснии и Герцеговины | Нап | Имад Рондич                                 | 1999 |  |  |  |  |  |
| 30 | Флаг Германии             | Нап | Мариус Бюльтер                              | 1993 |  |  |  |  |  |
|    | Флаг Германии             | Нап | Флориан Диц                                 | 1998 |  |  |  |  |  |

### Игроки в аренде
| \| № \| \| Поз. \| Имя \| Год рождения \| \| -- \| \| ---- \| -------------------------------------------------------------- \| ------------ \| \| 18 \| \| Защ \| Расмус Карстенсен (в «Орхусе» до 30 июня 2026 года) \| 2000 \| \| 38 \| \| Защ \| Элиас Бакатуканда (в «Блау-Вайссе» Линц до 30 июня 2026 года) \| 2004 \| \| 43 \| \| Нап \| Яка Чубер-Поточник (в «Рот-Вайссе» Эссен до 30 июня 2026 года) \| 2005 \| |               |      |                                                                |              |
| № |               | Поз. | Имя                                                            | Год рождения |
| 18 | Флаг Дании    | Защ  | Расмус Карстенсен (в «Орхусе» до 30 июня 2026 года)            | 2000         |
| 38 | Флаг Германии | Защ  | Элиас Бакатуканда (в «Блау-Вайссе» Линц до 30 июня 2026 года)  | 2004         |
| 43 | Флаг Германии | Нап  | Яка Чубер-Поточник (в «Рот-Вайссе» Эссен до 30 июня 2026 года) | 2005         |